# Fritz Gerlich
Carl Albert Fritz (Michael) Gerlich (15. února 1883 Štětín, Pomořansko – 30. června 1934 Dachau) byl německý novinář a historik; jeden z hlavních novinářských odpůrců Adolfa Hitlera. Byl uvězněn a později zavražděn v koncentračním táboře v Dachau.

## Mládí
Narodil se jako nejstarší ze tří synů obchodníka s rybami Paula Gerlicha a jeho ženy Terezie. Na podzim roku 1889 byl přijat na gymnázium Marienstiftungymnasium, které dokončil v roce 1901.
V roce 1902 začal studovat na mnichovské univerzitě, kde se nejdříve zaměřil na matematiku a přírodní vědy, poté zaměřil svou pozornost na historii. Na univerzitě byl aktivním členem Svobodného sdružení studentů (Freistudentenschaft). Zde napsal dizertační práci na téma „Odkaz Jindřicha VI.“, kterou dokončil v roce 1907.
Poté se v Mnichově 9. října 1920 oženil se Sophií Botzenhartovou, rozenou Stempfleovou.

## Kariéra
Po zakončení studií doktorátem se stal archivářem. Začal přispívat politickými články protisocialistického a národně-konzervativního charakteru v Süddeutsche Monatshefte, který vydával Paul Nikolaus Cossmann, a v roce 1917 přispíval do Die Wirklichkeit. V témže roce se stal také aktivní v Německé vlastenecké straně (Deutsche Vaterlandspartei), a po jejím rozpuštění, v letech 1918-1918 v Protibolševické lize (Liga Antibolschewistische).
V roce 1919 vydal knihu „Komunismus jako učení tisícileté říše“ (Der Kommunismus als Lehre vom Tausendjährigen Reich), ve které srovnává komunismus s fenoménem vykupitelských náboženství. Celá jedna kapitola je věnována odsouzení antisemitismu, který byl založen na vedoucích pozicích mnoha Židů během revoluce a založení sovětské republiky.
V průběhu let se Gerlichovy politické názory stávaly více liberální. V roce 1920 byl nominován jako kandidát do bavorského zemského sněmu a německého Reichstagu za levicovou-liberální Německou demokratickou stranu (Deutsche Demokratische Partei).

### ŠéfredaktorMünchner Neueste Nachrichten
V letech 1920 až 1928 byl šéfredaktorem Münchner Neueste Nachrichten (MNN), které byly předchůdci pozdějších Süddeutsche Zeitung, a jedním z nejčtenějších novin v jižním Německu. Jako vydavatel Gerlich vystupoval proti nacismu a Hitlerově nacistické straně; je pak označoval je za „vražedné“. Již ve 20. letech 20. století v Mnichově zakusil nacistickou tyranii. Kdysi konzervativní nacionalista Gerlich se v roce 1923, po Pivním puči, rozhodně obrátil proti Hitlerovi a stal se jedním z jeho nejostřejších kritiků. Také ostatní kritici nacistů z Gerlichových dob v MNN byli později uvězněni. Patřil k nim Fritz Buechner, který byl Gerlichovým nástupcem v MNN; Erwein Freiherr von Aretin, který byl domácím korespondentem v MNN; a Cossmann, který psal pro MNN. Ti všichni směřovali MNN k podpoře návratu monarchie.

### Přátelství s Terezií Neumannovou
V roce 1927 se spřátelil s Terezií Neumannovou, katolickou mystičkou v bavorském Konnersreuthu, která podporovala Gerlichovy aktivity proti nacismu. On sám se zprvu stavěl k jejím stigmatům jako k podvodu, ale po seznámení s ní došlo u něho k proměně a v roce 1931 konvertoval od kalvinismu ke katolicismu. Od tohoto roku až do své smrti, byl jeho odpor proti nacismu inspirován sociálním učením katolické církve.

### NovinyDer Gerade Weg
V listopadu 1929 se vrátil ke své práci bavorském národním archivu. Kroužek přátel, který vznikl kolem Neumannové, dal vzniknout myšlence založit politický týdeník, který by zpochybnil levicový i pravicový extrémismus v Německu. Myšlenka byla podpořena bohatým patronem, princem Erichem von Waldburg-Zeil a Gerlich tak byl schopen převzít týdeník Der Illustrierte Sonntag, který byl v roce 1932, přejmenován na Der Weg Gerade (Správná cesta).
V tomto deníku se postavil proti komunismu, národnímu socialismu a antisemitismu. Spor s rostoucím nacistickým hnutím se stal ústředním bodem jeho pozdějších článků. Na konci roku 1932 měly noviny Správná cesta již více než 40 tisíc čtenářů.
Gerlich jednou napsal: „Národní socialismus znamená: nepřátelství se sousedními národy, vnitřní tyranii, občanskou válku, světovou válku, lži, nenávist, bratrovraždu a bezmeznou bídu.“

## Uvěznění a smrt v Dachau
Poté, co se nacisté v Německu chopili 30. ledna 1933 moci, byl Gerlich 9. března 1933 zatčen a dán do koncentračního tábora v Dachau, kde 30. června 1934 během Noci dlouhých nožů zemřel. Jeho smrt byla oficiálně oznámena až za řadu dní po jeho vraždě a byla publikována v dobovém mezinárodním tisku.

## Fiktivní zobrazení
Gerlich byl zobrazen v televizním filmu Hitler: Vzestup zla, kdy diktuje článek na přední stránku novin, v němž varuje před nebezpečím, které Hitler představuje. Končilo slovy: „To o nejhorší, co můžeme udělat, absolutně nejhorší je nedělat nic.“ Tato řádka je inspirována citátem často nesprávně přiřazovanému Edmundu Burkemu: „Jediná věc nezbytná pro triumf zla je, aby dobří lidé nedělali nic.“

## Beatifikační proces
Dne 16. prosince 2017 byl katolickou církví započat proces jeho blahořečení, čímž obdržel titul služebník Boží.